# Matthias Sammer
Matthias Sammer, nemški nogometaš in trener, * 5. september 1967, Dresden, Vzhodna Nemčija.
Sammer je bil od 1. aprila 2006 do leta 2012 tehnični direktor Nemške nogometne zveze.
Za vzhodnonemško nogometno reprezentanco je odigral 23 tekem, za skupno nemško pa 51. 
V svoji profesionalni igralski karieri je igral za klube: Dynamo Dresden (1987–1990), VfB Stuttgart (1990–1992), Inter Milan (1992–1993) in Borussia Dortmund.
Po upokojitvi leta 1998 je leta 2000 postal glavni trener Borussie Dortmund (2000–2004) in VfB Stuttgart (2004–2005).